# Alachlor

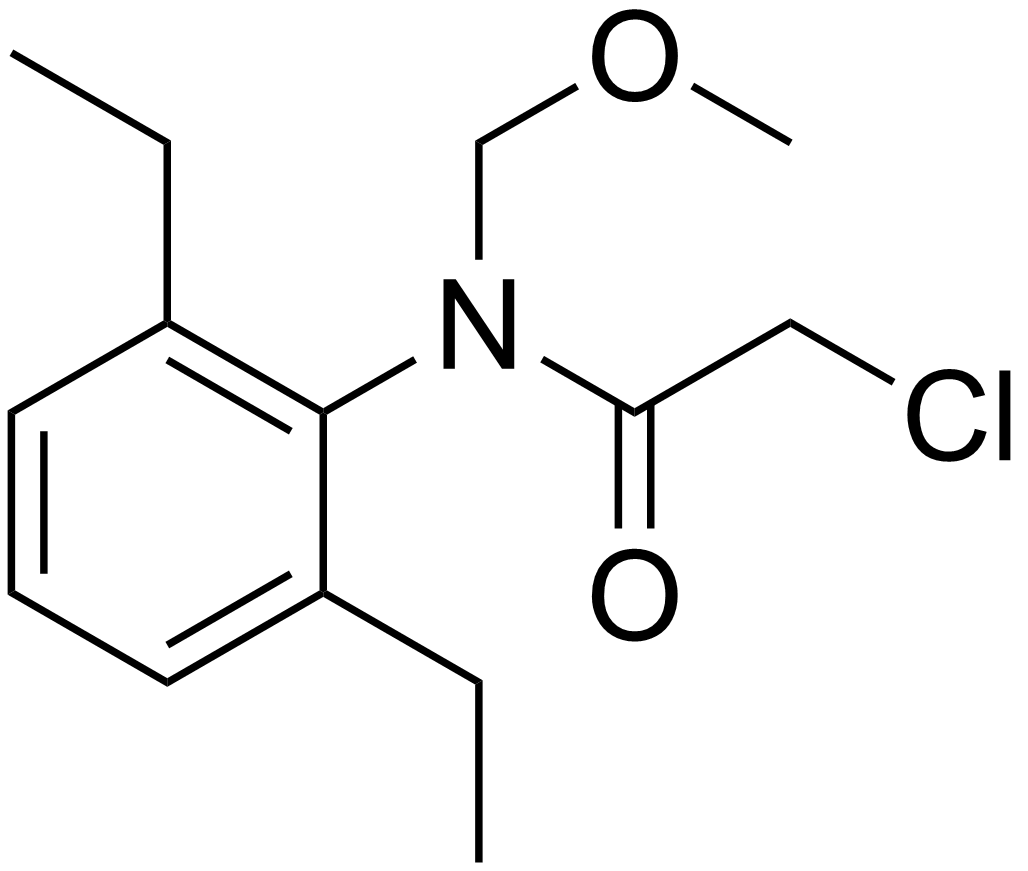
Strukturní vzorec alochloru

Alachlor, 2-chlor-N-(2,6-diethylfenyl)-N-(methoxymethyl)acetamid, je organochlorový herbicid.
Uveden na trh byl v roce 1975. Používá se na polích s řepkou, cibulí, brambory nebo sójou.
Alachlor v případě dlouhodobého působení vede k poškození ledvin, jater, sleziny, nosní sliznice a očí. Je vysoce toxický pro vodní prostředí.